# 提尼斯同盟
提尼斯同盟是一个埃及学学术用语，指的是古埃及一个假设的部落联盟。据推测，提尼斯同盟在约公元前3100年实现上埃及的完全统一。 提尼斯同盟的领袖很可能是部落贵族。以提尼斯为核心的提尼斯同盟后来并入被合称为“上下埃及”的联合国家。
“提尼斯同盟”的证据大多属于推测性内容，并且部分依赖于曼涅托的记载。现代埃及学家提出了多个不同的假说，来解释可能促使第一王朝实现统一的“原王朝”事件。如今，许多学者都提到了第一王朝之前存在“第0王朝”的证据，而“第00王朝”一词也用于指代第0王朝之前的时期，并与阿拜多斯-提尼斯地区有关。这也许能够对应一个理论上的“提尼斯同盟”。  “第0王朝”，尤其是“第00王朝”这些术语，普遍认为是带有一定玩味性质的表达。然而由于缺乏更为广泛认可的术语，因此仍被频繁使用。
在考古学术语中，这一时期被称为“涅伽达三期文化 ”。
提尼斯出现在游戏《法老王》中。